# Лормон
Лормон (фр. Lormont) град је у Француској, у департману Жиронда.
По подацима из 1999. године број становника у месту је био 21.343.

## Демографија
| 1962. | 1968.  | 1975.  | 1982.  | 1990.  | 1999.  | 2011.  |
| ----- | ------ | ------ | ------ | ------ | ------ | ------ |
| 5.976 | 10.774 | 18.719 | 20.910 | 21.591 | 21.343 | 20.557 |

## Партнерски градови
- Кастељдефелс